# Bob Ezrin
Robert Alan „Bob“ Ezrin (* 25. března 1949 Toronto, Kanada) je kanadský hudebník a hudební producent. Je známý jako producent Alice Coopera, Lou Reeda, Pink Floyd, Petera Gabriela a Kiss v 70. letech 20. století. Jeho nejznámější prací je zřejmě rocková opera The Wall od Pink Floyd.
Ezrinův styl je ovlivněn klasickou hudbou, na druhou stranu používá inovativní počítačové techniky. V 80. a 90. letech dále pracoval s Davidem Gilmourem, Pink Floyd, Berlin, Rodem Stewartem, Héroes del Silencio, Julianem Lennonem, The Jayhawks a Kula Shaker.

## Některá alba produkovaná Bobem Ezrinem
- 30 Seconds to Mars
  - 30 Seconds to Mars

- Alice Cooper
  - Love It to Death (1971)
  - Killer (1971)
  - School's Out (1972)
  - Billion Dollar Babies (1973)
  - Welcome to My Nightmare (1975)
  - Alice Cooper Goes to Hell (1976)
  - Lace and Whiskey (1977)
  - DaDa (1983)
  - Brutal Planet (2000, jako výkonný producent)
  - Dragontown (2001, jako výkonný producent)

- Deftones
  - Saturday Night Wrist (2006)

- Peter Gabriel
  - Peter Gabriel (I) (1977)

- David Gilmour
  - About Face (1984)

- Héroes del Silencio
  - Avalancha (1995)

- Jane's Addiction
  - Strays (2003)

- Kansas
  - In The Spirit Of Things (1988)

- Kiss
  - Destroyer (1976)
  - Music from „The Elder“ (1981)
  - Revenge (1992)

- Pink Floyd
  - The Wall (1979, koprodukce s Davidem Gilmourem a Rogerem Watersem)
  - A Momentary Lapse of Reason (1987, koprodukce s Davidem Gilmourem)
  - The Division Bell (1994, koprodukce s Davidem Gilmourem)

- Lou Reed
  - Berlin (1973)